# میبل ون بیورن
مابل ون بیورن (انگلیسی: Mabel Van Buren؛ ۱۷ ژوئیهٔ ۱۸۷۸ – ۴ نوامبر ۱۹۴۷) یک هنرپیشه اهل ایالات متحده آمریکا بود. 